# Lugar de Baixo
Pour les articles homonymes, voir Lugar.
Lugar de Baixo est une petite ville de la côte sud de l'île de Madère appartenant au conseil de Ponta do Sol.

## Situation géographique
La ville est située entre Ponta do Sol et Tabua.

## Site Touristique

### Manoir de Lugar de Baixo
Le manoir de Lugar de Baixo est un exemple du patrimoine architectonique de l'archipel de Madère, remarquable par son style romantique et son environnement naturel.

Le manoir et sa chapelle ont été construits à la fin du XIXe siècle. L'édifice s'appelait alors le palais des Zinos et l’État y avait installé l'école d'agriculture de Madère, jusqu’en 1976 une école primaire y fonctionnait également.

L'édifice a récemment été restauré et sous la tutelle de la Société de Développement de la Pointe Ouest, l'ensemble fonctionne comme une entreprise de prestation de services qui loue ses locaux à des organismes souhaitant organiser des manifestations diverses. Le manoir de Lugar de Baixo dispose pour cela de 4 salles de réunion, ainsi que d'agréables zones de travail, soit une surface totale de 800 m2 repartie sur 3 étages.

### Station balnéaire
Lugar de Baixo possède une petite plage de galets et des restaurants en bord de mer. L'accès est limité par le faible nombre de places de parking.  

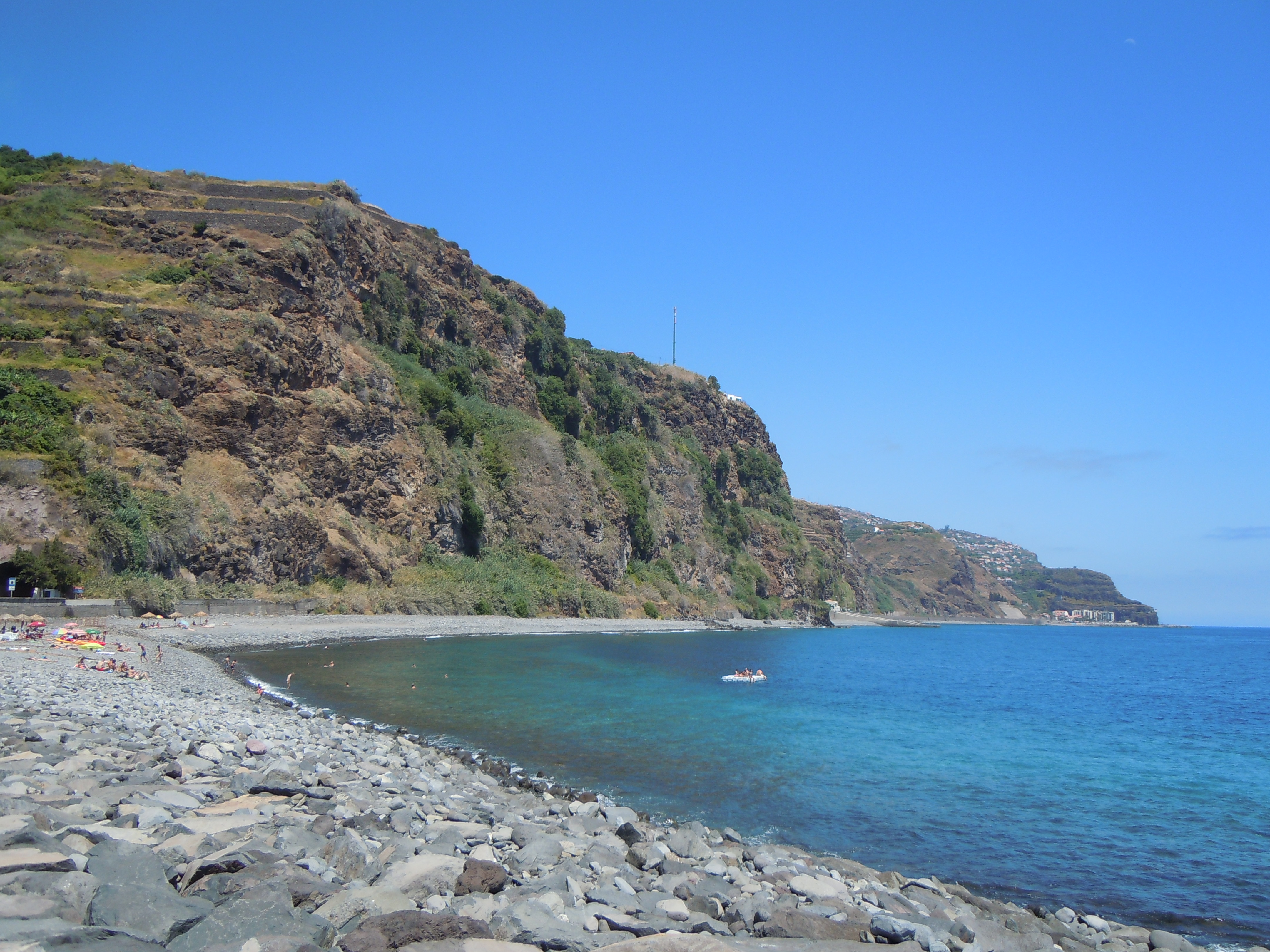
Plage coté est.